# Provincia de Maniema
Maniema es una de las veintiséis provincias de la República Democrática del Congo, creada de acuerdo con la Constitución de 2005. Su capital es Kindu.

## Toponimia

La provincia antes de 2015.

Henry Morton Stanley exploró el área, llamándola Manyema.: Vol.Two, 96 

## Geografía
Maniema limita con las provincias de Kasai Oriental al oeste, Orientale al norte, Kivu del Norte y Kivu del Sur al este, y Katanga al sur.

## Divisiones administrativas
Maniema consiste en la ciudad de Kindu y siete territorios: Punia, Pangi, Lubutu, Kibombo, Kasongo, Kailo y Kabambare. La ciudad de Kindu tiene las comunas de Alunguli, Kasuku y Mikelenge.

## Economía
La minería es la industria principal en la provincia y los diamantes, el cobre, el oro y el cobalto se extraen fuera de Kindu.
El territorio de Kailo alberga minas de wolframita a cielo abierto y casiterita.